# West Walton
West Walton è un villaggio e parrocchia civile dell'Inghilterra, appartenente alla contea del Norfolk.